# Skřib
Skřib (deutsch Skrib, früher Skrzib) ist ein Ortsteil der Gemeinde Stvolová in Tschechien. Er liegt sechs Kilometer nordwestlich von Letovice und gehört zum Okres Blansko.

## Geographie
Skřib befindet sich im Süden der Svitavská pahorkatina linksseitig des Flusses Svitava. Südlich erstreckt sich das Waldgebiet Ochoz. Im Norden erhebt sich die Budina (542 m), südöstlich der Vinohrádky (434 m) und im Westen der Člup (519 m). Östlich des Dorfes liegt das Tal der Zavadilka. Durch Skřib führen die Bahnstrecke Česká Třebová–Brno und die Staatsstraße I/43/E 461. Die nächste Bahnstation ist Rozhraní.
Nachbarorte sind Rozhraní und Chrastová Lhota im Norden, Deštná und Rumberk im Nordosten, Dolní Smržov im Osten, Slatinka und Borová im Südosten, Skrchov im Süden, Lazinov, Dolní Poříčí und Vlkov im Südwesten, Stvolová im Westen sowie Vilémov und Bradlné im Nordwesten.

## Geschichte
Die Ansiedlung Skřib entstand wahrscheinlich nach dem Dreißigjährigen Krieg. Erstmals urkundlich erwähnt wurde der Ort im mährischen Hufenregister von 1674 als Besitz der Herrschaft Letovice. Nach dem Tode von Ladislav Szelepcsényi de Pohronc fielen dessen Güter seinen unmündigen Kindern zu. 1711 veräußerte das Landrecht die Herrschaft Letovice einschließlich der zugehörigen Dörfer an Karl Ludwig  von Rogendorf. 1790 errichtete der Religionsfonds die Pfarrkirche der hl. Kreuzerhöhung in Bradlné zu der auch Stvolová gepfarrt wurde. Im Jahre darauf entstand in Bradlné eine Pfarrschule, in die ich die Kinder von Skřib eingeschult wurden. Ab 1843 erfolgte der Bau der Eisenbahn von Brünn nach Böhmisch Trübau durch die k.k. Nördliche Staatsbahn. Dabei wurde auch die Svitava zwischen Stvolová und Skrchov reguliert. Im Jahre 1849 nahm die Bahn ohne Halt in Skřib den Betrieb auf. Bis zur Mitte des 19. Jahrhunderts war das Dorf der Herrschaft Letovice untertänig.
Nach der Aufhebung der Patrimonialherrschaften bildeten Stvolová, Skřib und Vlkov ab 1850 Ortsteile der Gemeinde Rozhraní in der Bezirkshauptmannschaft Boskovice. In Dolní Smržov wurde 1868 ein evangelischer Friedhof angelegt. 1880 entstand die Gemeinde Stvolová mit den Ortsteilen Rozhraní, Skřib, Vilémov und Vlkov. Im Jahre 1897 lösten sich Rozhraní und Vilémov los und bildeten eine eigene Gemeinde. Zu Beginn des 20. Jahrhunderts wurde in Skřib eine Schule erbaut, in die auch die Kinder aus Vlkov, Dolní Smržov, Stvolová und Skrchov eingeschult wurden. Mit Beginn des Jahres 1961 wurde Skřib dem Okres Blansko zugeordnet. 1986 wurde Skřib zusammen mit Stvolová als Ortsteil an Letovice angeschlossen. Seit 1990 besteht die Gemeinde Stvolová wieder. Im Jahre 1991 lebten Skřib 38 Menschen. Am 1. März 2001 wurden im Dorf  43 Einwohner gezählt, die in 21 Häusern lebten.